# Giovanni Antonio Scopoli
Giovanni Antonio Scopoli (Cavalese, 3 juni 1723 – Pavia, 8 mei 1788) was een Italiaanse arts en natuuronderzoeker.
Scopoli werd geboren in Cavalese als zoon van een advocaat. Hij studeerde geneeskunde aan de Universiteit van Innsbruck en had praktijken in Cavalese en Venetië.
Een groot deel van zijn tijd besteedde Scopoli aan het verzamelen van planten en insecten in de Alpen. Hij beklom als eerste in 1759 de Grintovec in de Kamnische Alpen en 
publiceerde Flora Carniolica in 1760, Entomologia carniolica in 1763 en Anni Historico-Naturales in de periode 1769-1772.
- Biblioteca Nacional de España: XX1756296
- Bibliothèque nationale de France: cb12638524d (data)
- Author citation (botany): Scop.
- CiNii: DA02053165
- Stuttgart Database of Scientific Illustrators 1450–1950: 4661
- Gemeinsame Normdatei: 11909360X
- International Standard Name Identifier: 0000 0000 8394 1869
- Library of Congress Control Number: n83019581
- Nationale Bibliotheek van Tsjechië: mzk2002144934
- Nationale bibliotheek van Australië: 35790457
- Nationale en Universitaire bibliotheek Zagreb: 000454047
- Nederlandse Thesaurus van Auteursnamen: 172653800
- Istituto Centrale per il Catalogo Unico: CFIV033938
- LIBRIS: 221019
- SNAC: w61m1xwj
- Système universitaire de documentation: 086032828
- Museum of New Zealand Te Papa Tongarewa: 49830
- Trove: 1089104
- Virtual International Authority File: 73974001
- WorldCat: E39PBJqK9rvcFrVKyWhpPxgFrq